# Andrew Gemmell
Andrew Douglas Gemmell, né le 20 février 1991 à Columbia (Maryland) est un nageur américain spécialisé dans les épreuves de nage libre de longue distance, en eau libre et de quatre nages.

## Carrière
Lors de ses débuts internationaux aux Championnats du monde 2009 à Rome, il a remporté la médaille d'argent dans le 10 km en eau libre, et il a également terminé cinquième au cinq kilomètres.
L'Américain a ensuite pris part aux Championnats pan-pacifiques en 2010, lors de ce tournoi, il a terminé cinquième au 1 500 m nage libre et onzième dans le 400 m quatre nages.
Aux Championnats du monde 2011 à Shanghai, Gemmell a terminé cinquième du cinq kilomètres en eau libre et tandis qu'avec Sean Ryan et Ashley Twichell il a remporté la médaille d'or à la compétition par équipe.
Qualifié pour les Jeux olympiques de Londres 2012, il participe au 1 500 m, s'y classe neuvième et n'atteint donc pas la finale. 

## Palmarès

### Championnats du monde
- Championnats du monde 2009 à Rome (Italie) :
  -  Médaille d'argent du 10 km en eau libre
- Championnats du monde 2011 à Shanghai (Chine) :
  -  Médaille d'or lors de la compétition par équipes en eau libre